# Banished
Banished är ett datorspel från 2014 utvecklat av Shining Rock Software. Spelet är ett stadsbyggarspel där resurshantering är en avgörande faktor för att få de förskjutna bosättarna att överleva och utveckla ett nytt samhälle.